# 四谷下町
四谷下町（よつやしもちょう）は、神奈川県川崎市川崎区の地名。丁目の設定がない単独町名。住居表示実施済み区域。郵便番号は210-0827（集配局 : 川崎港郵便局）。

## 地理
川崎区の北西部に位置し、北東から東、南にかけて塩浜、南西に池上新町、北西に四谷上町と接している。

### 警察
町内の警察の管轄区域は以下の通りである。
| 番・番地等 | 警察署         | 交番・駐在所 |
| ---------- | -------------- | ------------ |
| 全域       | 川崎臨港警察署 | 浜町交番     |

## 歴史

### 沿革
- 1936年（昭和11年）3月 - 耕地整理により、稲荷新田の一部（字四谷耕地）を分離し、四谷上町、四谷下町を新設。川崎市四谷下町となる。
- 1966年（昭和41年）7月1日 - 住居表示を実施。
- 1972年（昭和47年）4月1日 - 川崎市が政令指定都市の制定に伴い、川崎区が新設。川崎市川崎区四谷下町となる[5][8]。

## 世帯数と人口
2025年（令和7年）6月30日現在（川崎市発表）の世帯数と人口は以下の通りである。
| 町丁     | 世帯数  | 人口    |
| -------- | ------- | ------- |
| 四谷下町 | 712世帯 | 1,479人 |

### 人口の変遷
国勢調査による人口の推移。
| 年                 | 人口  |
| ------------------ | ----- |
| 1995年（平成7年）  | 1,065 |
| 2000年（平成12年） | 1,163 |
| 2005年（平成17年） | 1,220 |
| 2010年（平成22年） | 1,449 |
| 2015年（平成27年） | 1,490 |
| 2020年（令和2年）  | 1,440 |

### 世帯数の変遷
国勢調査による世帯数の推移。
| 年                 | 世帯数 |
| ------------------ | ------ |
| 1995年（平成7年）  | 396    |
| 2000年（平成12年） | 423    |
| 2005年（平成17年） | 456    |
| 2010年（平成22年） | 578    |
| 2015年（平成27年） | 603    |
| 2020年（令和2年）  | 609    |

## 学区
市立小・中学校に通う場合、学区は以下の通りとなる（2025年1月時点）。
| 番・番地等 | 小学校             | 中学校               |
| ---------- | ------------------ | -------------------- |
| 全域       | 川崎市立四谷小学校 | 川崎市立南大師中学校 |

## 産業

### 事業所
2021年（令和3年）現在の経済センサス調査による事業所数と従業員数は以下の通りである。
| 町丁     | 事業所数 | 従業員数 |
| -------- | -------- | -------- |
| 四谷下町 | 37事業所 | 446人    |

### 事業者数の変遷
経済センサスによる事業所数の推移。
| 年                 | 事業者数 |
| ------------------ | -------- |
| 2016年（平成28年） | 32       |
| 2021年（令和3年）  | 37       |

### 従業員数の変遷
経済センサスによる従業員数の推移。
| 年                 | 従業員数 |
| ------------------ | -------- |
| 2016年（平成28年） | 299      |
| 2021年（令和3年）  | 446      |

## 交通
- 首都高速神奈川1号横羽線
- 国道132号

## 施設
- 神奈川県立大師高等学校
- 川崎市立四谷小学校
- 四谷ゆめ公園